# 測天型敷設特務艇
| 測天型敷設特務艇 | 測天型敷設特務艇                                                        |
| ---------------- | ----------------------------------------------------------------------- |
| 黒埼             |                                                                         |
| 艦型概観         |                                                                         |
| 艦種             | 敷設艇、敷設特務艇                                                      |
| 艦名             |                                                                         |
| 前型             | 夏島 [I]                                                                |
| 次型             |                                                                         |
| 性能諸元         |                                                                         |
| 排水量           | 基準：405t                                                              |
| 全長             | （垂線間長：45.70m）                                                    |
| 全幅             | 7.60m                                                                   |
| 吃水             | 2.30m                                                                   |
| 主缶             | 艦本式ロ号缶1基                                                         |
| 主機             | 直立三段膨張x2 600hp                                                    |
| 速力             | 12.0kt                                                                  |
| 航続距離         | 不明（石炭：60t）                                                       |
| 乗員             | 40名                                                                    |
| 兵装             | 口径 8cm単装砲1門or2門 四号機雷120個 (後に五号機雷82個、爆雷18個に変更) |

測天型敷設特務艇 （そくてんがたふせつとくむてい）は、日本海軍の特務艇（敷設艇、敷設特務艇）の艇級。法令上の艇型名は持たないが、竣工第1艇の艇名から測天型敷設艇、測天型敷設特務艇と称される。

## 概要
1913年から1921年にかけて就役。当初は雑役船（「マインボート」もしくは「大型敷設艇」）に分類されていたが、1920年4月1日に二等敷設艇、1931年5月30日に敷設艇に、さらに1944年2月1日には敷設特務艇に変更された。
当初の艇名は鷲埼を除き「何々丸」であったが、1920年7月1日に艇名が「第何」や「丸」の無いものに変更された。
- 例：「第一測天丸[6]」は「測天」に、「戸島丸[4]」は「戸島」にそれぞれ改正。

太平洋戦争には測天を除く11隻が参加。内地に近い要港警備を主任務としたため多くが残存した。ただし、一部の艇はシンガポールなどの前線へと進出した。戦後は復員輸送や掃海に従事した後に賠償艦として引渡され、あるいは解体された。うち「加徳」は名前を改め、1970年まで民間客船として活躍した。

## 同型艇
各艇の共通事項は以下のとおり。なお、艇の記述順は法令（特務艇類別等級表、および特務艇類別等級別表）に従う。
1. 1920年6月30日までに竣工したものは、全てが雑役船。
2. 1920年7月1日、在役全船が改名[5]のうえ特務艇中の二等敷設艇に類別される[7]。その後竣工した艇も二等敷設艇に類別。
3. 1933年5月23日、敷設艇の等級が廃止され、在役全艇が敷設艇に類別される[9]。
4. 1944年2月1日、在役全艇が敷設特務艇に類別される[10]。

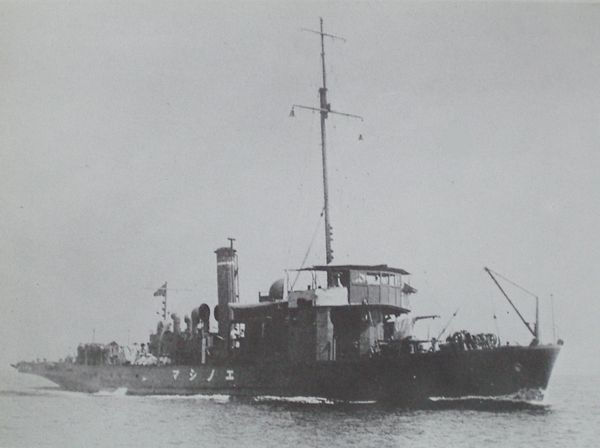
測天型敷設特務艇「江之島」

江之島（えのしま）1919年3月31日竣工（舞鶴）- 馬公で終戦。その後の消息不明。1946年4月30日除籍。
黒神（くろかみ）1917年5月1日竣工（呉）- 佐伯で終戦。1945年10月5日除籍。戦後掃海に従事。1947年11月14日英国へ引き渡し、飯野ドックへ売却。1948年1月6日舞鶴で解体開始。同年3月3日解体完了。
黒島（くろしま）1915年5月25日竣工（舞鶴）- 下関で終戦。1945年10月5日除籍。復員輸送終了後の1947年10月3日中国に引渡し、中華民国海軍艦として1960年に退役。
片島（かたしま）1917年5月19日竣工（舞鶴）- 佐伯で終戦。1945年10月5日除籍。戦後掃海に従事。1947年10月3日ソ連に引渡した後、さらに1956年にソ連から中華人民共和国海軍へ引渡。退役年不明。
戸島（としま）1915年3月20日竣工（舞鶴）- 1945年7月30日舞鶴にて航空機の攻撃により沈没。1945年11月30日除籍。
測天（初代）（そくてん）1913年7月4日竣工（舞鶴） - 1936年8月29日除籍。
葦埼（あしざき）1916年5月12日竣工（舞鶴）- 大泊で終戦。1945年10月5日除籍。1945年11月17日復員輸送中に新潟早川にて座礁。
黒埼（くろさき）1921年12月24日竣工（内田造船鉄工所）- 大湊で終戦？1945年11月15日掃海に従事中八戸にて座礁。1945年11月30日除籍。
加徳（かとく）1916年4月4日竣工（舞鶴）- 大牟田で終戦。1945年10月5日除籍。復員輸送終了後の1947年に米国へ引き渡されたが、返還され1948年3月22日に運輸省海運局に、5月1日に海上保安庁に編入された。海上保安庁では小型巡視船「加徳(PS29)」になり、瀬戸内海で警備救難兼設標業務に従事した。1952年4月16日に解役後、5月に老齢廃船も民間へ売却されエンジンをディーゼルに交換、上構も全て変え客室などを設置、1953年5月に瀬戸内海汽船の客船「つるみ」となる。総トン数440トン、速力11ノット、乗客370名。1970年まで別府-呉間に就航した。
圓島（えんとう）1917年5月16日竣工（舞鶴）- 1945年1月15日航空機により台湾枋寮にて擱座。浮揚のうえ高雄回航も終戦。その後不明。1946年4月30日除籍。
似島（にのしま）1920年10月15日竣工（呉）- 馬公で終戦。1945年11月30日除籍。
鷲埼（わしざき）1921年9月30日竣工（横浜鉄工所）- 竣工時艇名は第四十五敷設艇、1926年11月6日、鷲埼と改名、舞鶴で終戦。1945年11月30日除籍。掃海業務。1947年11月24日英国へ引渡し、佐世保で解体。